# Павел Гофманн
Павел Гофманн (Pavel Hofmann, 29 січня 1938) — чехословацький академічний веслувальник.
Бронзовий призер Олімпійських Ігор 1964 року в складі парної двійки, учасник 1960 року.
Чемпіон Європи 1963 року в складі парної двійки, срібний призер 1959 року в складі вісімки.